# Томи Йохансон
Томи Йохансон (на шведски: Tommy Johansson; роден на 26 октомври 1987 г. в Буден, известен също като Томи Райнксийд) е шведски мултиинструменталист, певец и звукозаписен продуцент. Той е най-известен като бивш китарист на пауърметъл групата „Сабатон“. Участва и в бандите Majestica и Golden Resurrection като певец, китарист и кийбордист.

## Живот
През 2000 г. Йохансон основава групата ReinXeed заедно с други музиканти, но след няколко демо записа останалите членове напускат групата и Йохансон продължава в нея под псевдонима Томи Райнксийд. От 2008 г. са издадени общо шест студийни албума.
От 2008 до 2011 г. Йохансон е барабанист на групата Arized. През 2009 г. е китарист и композитор на групата Heroes of Vallentor, в чийто албум Warriors Path, Part 1 от 2014 г. също участва. От 2011 г. е барабанист на „Чарли Шред“. През 2016 г. той наследява Тобе Инглунд като китарист на „Сабатон“. Още през 2012 г. певецът Йоаким Броден го пита дали би искал да замени един от двамата китаристи, които са напуснали групата, но Йохансон тогава отказва поради други ангажименти. През 2010 г. той се запознава с Йоаким Броден на парти, където двамата са пияни и свирят на пиано песни от филми на „Уолт Дисни Къмпани“. Кавърът на Kingdom Come на „Меноуър“, записан през 2017 г. и издаден през 2018 г., е първият издаден запис на Йохансон със „Сабатон“.
На 20 януари 2024 г. „Сабатон“ обявява намерението на Йохансон да напусне групата, за да продължи собствените си проекти, но също така заявява, че той ще остане част от нея, докато не бъде му намерен заместник.
Йохансон редовно публикува метъл кавъри на популярни песни от различни жанрове в канала си в YouTube от 2022 г. Някои от тях достигат милиони гледания.

## Други занимания
Междувременно Йохансон продуцира под псевдонима си и се занимава с миксиране на музика и писане на текстове. Свири основно на китара и клавишни инструменти, но и на електрически бас и барабани. От 2017 г. свири в групата The Last Heroes с Тобе Инглунд, Крис Рорланд и Ханес Ван Дал.